# Filosofia indiana
Nell'ambito della filosofia indiana sono comprese diverse tradizioni di pensiero originatesi nel subcontinente indiano, tra cui l'Induismo, il Buddhismo e il Giainismo.

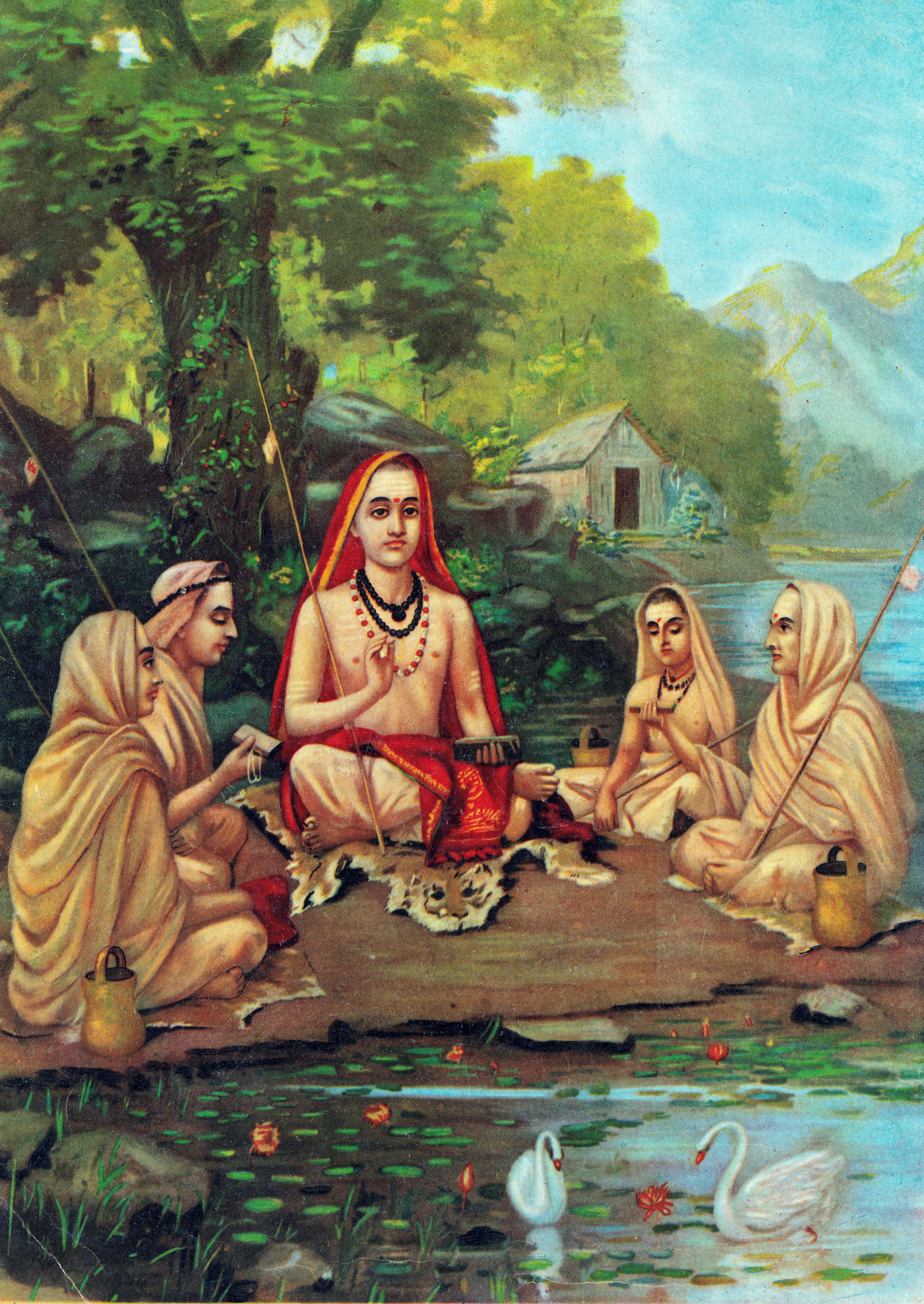
La scuola dell'Advaita Vedānta capeggiata da Śaṅkara (opera di Raja Ravi Varma, 1848–1906).

## Il concetto di "filosofia indiana"
In sanscrito non esiste un termine che, anche solo lontanamente, corrisponda a quelli di "filosofia" o di "filosofo", ma nel confrontarsi con la modernità occidentale nel corso del periodo coloniale, gli intellettuali indiani hanno utilizzato, come equivalente di filosofo, il ben poco usato termine sanscrito dārśanika, il cui significato (letteralmente: esperto di uno o più darśana) rimanda ai diversi sistemi di filosofia (letteralmente "visioni" [del mondo]) per come sono stati classificati dai dossografi sanscriti.
Come equivalente del termine "filosofia", il trattato Artha Shastra utilizza l'espressione «ānvīkṣikī vidya», traducibile come «scienza dell'investigazione», considerata un atteggiamento che osserva e indaga sulle attività umane.
I rapporti della filosofia indiana con la civiltà occidentale, iniziati nel periodo romantico tra il Settecento e l'Ottocento prevalentemente in Germania, Francia e Inghilterra, si sono intensificati a partire dal secondo dopoguerra negli Stati Uniti.

## Tematiche
(Bertrando Spaventa, Prolusione e introduzione alle lezioni di filosofia nella Università di Napoli, pag. 5, Stab. Tip. di Federico Vitale, 1861)
La filosofia indiana spazia in tutte le tematiche tradizionali della speculazione filosofica in senso lato, dall'epistemologia all'estetica, dalla filosofia della natura alla logica, dall'etica all'ontologia, ma è pur vero che, almeno a livello teorico, ogni speculazione indiana viene fatta risalire dai medesimi pensatori indiani a fini eminentemente pratici, vale a dire all'instradamento dell'essere umano su un cammino che conduca ai fini dell'uomo, tra i quali il più alto è la liberazione dalla sofferenza della condizione umana stessa. Per questo motivo, la interpretatio vulgata rappresenta la filosofia indiana come una filosofia "pratica". Tuttavia, questo legame con la pratica in campi come la logica o l'estetica diviene un legame solo formale, e per così dire nominale.
I pensatori indiani vedevano la filosofia come una necessità pratica che doveva essere coltivata per capire come la vita potesse essere vissuta al meglio. È diventato normale per gli scrittori indiani spiegare come il loro lavoro filosofico possa servire i fini umani (puruṣārtha).

## Periodi
La filosofia indiana classica può essere suddivisa in quattro periodi:
1. il periodo vedico (1500 a.C. – 600 a.C.)
2. il periodo epico (600 a.C. – 200 d.C.)
3. il periodo Sutra (dopo il 200 d.C.)
4. il periodo scolastico (dal periodo Sutra fino al XVII secolo).

## Scuole
Seguendo la suddivisione, tarda, e non corrispondente alla fluidità della storia delle idee delle diverse tradizioni indiane, la filosofia dell'India viene suddivisa in scuole ortodosse e scuole eterodosse. Per convenzione didattica, manteniamo tale suddivisione che si rivelerebbe però inaffidabile ad uno studio più ravvicinato delle fonti originali.

### Scuole ortodosse
- Sāṃkhya, la scuola enumerativa
- Nyāya, La scuola di logica
- Vaisheshika, la scuola atomistica
- Yoga, la scuola di Patanjali (che assume la metafisica di Sāṃkhya)
- Mīmāṃsā (o Purva Mīmāṃsā), la tradizione dell'esegesi vedica, con enfasi sui rituali vedici
- Vedānta (anche chiamata Uttara Mimamsa), la tradizione Upanishadica, con enfasi sulla filosofia vedica.

### Scuole eterodosse
Sono le scuole che non accettano l'autorità dei Veda.
- Chārvāka (scuola di pensiero materialistica e ateistica)
- Buddhismo
- Giainismo

## Filosofia politica
L'Artha Shastra ("Trattato sull'utile"), di Kauţila, identificato con il ministro Maurya Chanakya, è uno dei primi testi indiani che si dedicano alla filosofia politica. È datato tra il IV e il III secolo a.C. ed è incentrato sull'arte del governo, la strategia militare e l'economia politica.